# Thomas Fincke
Thomas Fincke (ur. 6 stycznia 1561 we Flensburgu, zm. 24 kwietnia 1656 w Kopenhadze) – duński matematyk. Wniósł wkład w podstawy trygonometrii.

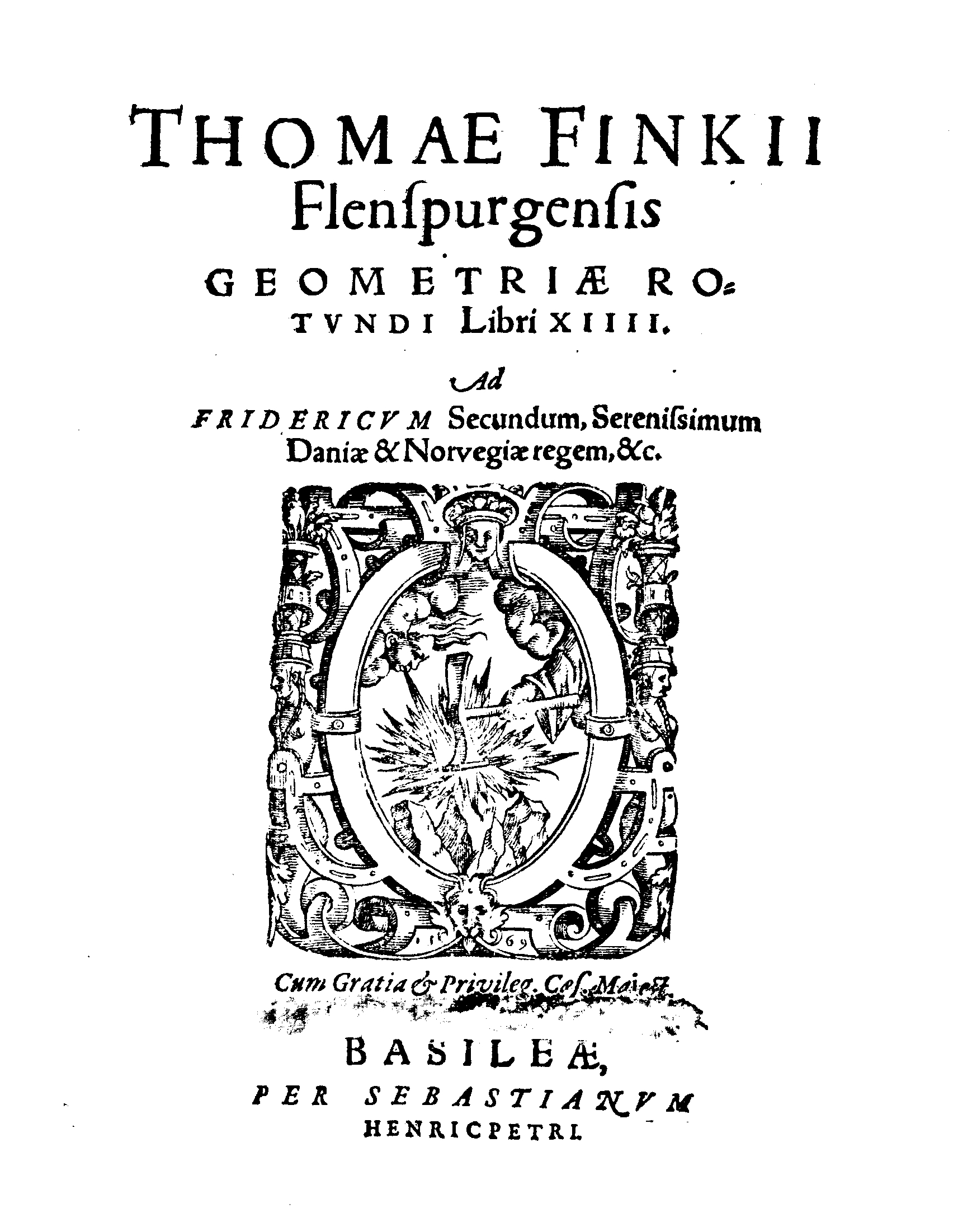
Geometriae rotundi libri XIIII, 1583

## Życiorys
Do szesnastego roku życia uczył się we Flensburgu, a przez kolejne 5 lat w Strasburgu. Następnie pobierał kolejno nauki na siedmiu uniwersytetach: w Jenie, Witenbergii, Heidelbergu, Lipsku, Bazylei, Padwie i Pizie. W Bazylei studiował medycynę, a w latach 1587–1591 praktykował jako lekarz. W 1591 został profesorem matematyki na Uniwersytecie Kopenhaskim, a w 1602 został tam profesorem retoryki. W swojej najważniejszej książce Geometriae rotundi (1583) wprowadził pojęcia funkcji trygonometrycznych tangens i sekans.
Thomas Fincke był teściem Caspara Bartholina starszego, dziadkiem Thomasa Bartholina i Rasmusa Bartholina oraz pradziadkiem Caspara Bartholina młodszego. Był też dalekim przodkiem Agnera Erlanga.